# Biće skoro propast sveta
Biće skoro propast sveta é um filme de drama iugoslavo de 1968 dirigido e escrito por Aleksandar Petrović. Foi selecionado como representante da Iugoslávia à edição do Oscar 1969, organizada pela Academia de Artes e Ciências Cinematográficas.
Foi indicado à Palma de Ouro no Festival de Cannes de 1969.

## Elenco
- Annie Girardot - Reza
- Ivan Palúch - Trisa
- Eva Ras - Goca
- Mija Aleksić - Joska
- Dragomir "Gidra" Bojanić - Piloto
- Bata Živojinović - Policial